# Guillaume Depardieu
Guillaume Jean Maxime Antoine Depardieu (7. april 1971 – 13. oktober 2008) var en fransk skuespiller. Han er søn af skuespillerparret Gérard og Elisabeth Depardieu, og han medvirkede i omkring tyve film og tv-produktioner. 
Guillaume Depardieu var i 1995 ude for et motorcykeluheld, og var indlagt i et år, hvor han gennemgik adskillige kirurgiske indgreb i sit knæ. I den forbindelse fik han en stafylokok-infektion, der plagede ham i årevis i en grad, så han i 2003 måtte have benet amputeret.
Han døde af en lungebetændelse, som han pådrog sig under indspilningen af en film i Rumænien.

## Filmografi
- Kilden i Provence (1986) statist
- Cyrano de Bergerac (1990)
- Alle morgener på jorden (1992)